# County Cork
County Cork (irsk: Contae Chorcaí) er et county i Republikken Irland, hvor det ligger i provinsen Munster. County Cork omfatter et areal på 7.457 km² med en samlet befolkning på 480.909 (2006). Det administrative county-center ligger i byen Cork. Cork har to gaeltachtaí (irsktalende områder) Muskerry i nord og øen Oileán Chléire i vest. Andre store købstader er Mallow, Macroom, Midleton og Skibbereen.
County Corks har en 640 km lang kystlinje med mange gode strande og stejle klipper. I nærheden af byen Cork ligger den vigtige havneby Cobh, som forbinder Irland med Frankrig og England.
Blandt countiets attraktioner er Blarney Stone på Blarney Castle, Blarney.

## Historie
I det 7. århundrede byggede Saint Finbarr, (550-623) et kloster i Cork. I 820 e.Kr., angreb vikingerne og klosteret og bosatte sig i området.
I den tidlige middelalder hørte det nuværende county Cork under kongeriget Munster. 1127 kom området under fyrstedømmet Desmond.
1601 blev slaget ved Kinsale udkæmpet i Cork. Dette slag var det sidste store nederlag for det gamle irske aristokrati, og åbnede vejen for det engelske overherredømme. 1620 blev grevskabet Cork oprettet.
Siden den uafhængighedskrigen (1919 til 1922) og den Den irske borgerkrig (1922 til 1923) er der fra County Cork udgået mange opstande. Derfor bliver Cork også kaldt "Rebel County". Gentagne gange blev jernbanestrækningen fra Cork, Tralee og Waterford til banegården i Mallow afbrudt af medlemmer af IRA, for at forhindre hurtige troppetransporter til Mallow.